# 圖書館自動化
圖書館自動化系統，为图书馆学的重要定义。

## 解释
廣義來說：凡是利用機械設備取代人工，運用機器來處理圖書館的業務，都可以稱之為圖書館自動化。而其中也含括處理、執行圖書館業務的相關機器，如卡片印刷機、密集書庫、圖書防盜裝置等等，甚至具有同步功能的視聽設備都可列入圖書館自動化廣義的範疇之內。
狹義來說：針對利用電腦來做為處理圖書館業務及提供相關服務即為自動化的服務，如：編目、查訪、流通、採訪、期刊管理、參考服務、行政管理等等。
一般說來，圖書館自動化指的是：圖書館的業務從傳統的人工邁向機械化後，經過了電腦與通訊科技的加強，而改善圖書館中的各項作業流程與服務方式，即是圖書館自動化。